# Apaturina neopommerania
Apaturina neopommerania är en fjärilsart som beskrevs av Hagen 1879. Apaturina neopommerania ingår i släktet Apaturina och familjen praktfjärilar. Inga underarter finns listade i Catalogue of Life.